# Jane Lynch
Jane Lynch, född 14 juli 1960 i Dolton i Illinois, är en amerikansk författare, skådespelare, komiker och sångare.
Lynch är kanske främst känd för sin roll som Sue Sylvester i Glee. Hon har även en stor roll i tv-serien The L-Word (2004–2009), gästspelar i 2 1/2 män och har setts i ett avsnitt av iCarly. Hon har vunnit bland annat en Emmy Award, Golden Globe, Screen Actors Guild Award och Satellite Award för sin insats som Sue Sylvester.
Hon var gift med Lara Embry mellan åren 2010 och 2014 och är sedan 2021 gift med Jennifer Cheyne.

## Filmografi i urval
- 1992 – Ärligt talat (röst)
- 1993 – Bakersfield P.D. (TV-serie) (1 avsnitt)
- 1993 – Härlige Harry (TV-serie) (1 avsnitt)
- 1993 – Jagad
- 1994 – Ensamma hemma (TV-serie) (1 avsnitt)
- 1994 – Våra värsta år (TV-serie) (1 avsnitt)
- 1995 – NewsRadio (TV-serie) (1 avsnitt)
- 1996 – Cybill (TV-serie) (1 avsnitt)
- 1996 – Frasier (TV-serie) (1 avsnitt)
- 1996–1998 – Singel i stan (TV-serie) (2 avsnitt)
- 1996 – Tredje klotet från solen (TV-serie) (1 avsnitt)
- 1999 – Dharma & Greg (TV-serie) (1 avsnitt)
- 1999–2000 – Vem dömer Amy? (TV-serie) (återkommande gästroll, 3 avsnitt)
- 2000 – Best in Show
- 2000 – Gilmore Girls (TV-serie) (1 avsnitt)
- 2000 – På heder och samvete (TV-serie) (1 avsnitt)
- 2000–2001 – Vita huset (TV-serie) (2 avsnitt)
- 2001 – Arkiv X (TV-serie) (1 avsnitt)
- 2001 – Boston Public (TV-serie) (1 avsnitt)
- 2001 – Dawsons Creek (TV-serie) (1 avsnitt)
- 2001 – Family Guy (TV-serie) (2 avsnitt)
- 2001 – Kungen av Queens (TV-serie) (1 avsnitt)
- 2001 – Sjunde himlen (TV-serie) (4 avsnitt)
- 2002 – Collateral Damage
- 2002 – Felicity (TV-serie) (1 avsnitt)
- 2003 – A Mighty Wind
- 2003 – Död zon (TV-serie) (1 avsnitt)
- 2003 – Jims värld (TV-serie) (1 avsnitt)
- 2003 – Se upp för Ellie (TV-serie) (1 avsnitt)
- 2004–2014 – 2 1/2 män (TV-serie) (återkommande gästroll, 14 avsnitt)
- 2004 – Arrested Development (TV-serie) (återkommande gästroll, 3 avsnitt)
- 2004 – Lemony Snickets berättelse om syskonen Baudelaires olycksaliga liv
- 2004 – Monk (TV-serie) (1 avsnitt)
- 2004 – Las Vegas (TV-serie) (1 avsnitt)
- 2004 – På spaning i New York (TV-serie) (1 avsnitt)
- 2004 – Veronica Mars (TV-serie) (1 avsnitt)
- 2004 – Vänner (TV-serie) (1 avsnitt)
- 2005 – CSI: Crime Scene Investigation (TV-serie) (1 avsnitt)
- 2005–2009 – The L Word (TV-serie) (återkommande gästroll, 15 avsnitt)
- 2005 – The 40 Year-Old Virgin
- 2005 – Weeds (TV-serie) (1 avsnitt)
- 2006–2008 – Boston Legal (TV-serie) (återkommande gästroll, 4 avsnitt)
- 2006 – Desperate Housewives (TV-serie) (1 avsnitt)
- 2006 – Talladega Nights: The Ballad of Ricky Bobby
- 2008 – Another Cinderella Story
- 2006–2020 – Criminal Minds (TV-serie) (återkommande gästroll, 10 avsnitt)
- 2007 – Alvin och gänget
- 2007 – Christine (TV-serie) (2 avsnitt)
- 2009 – Ice Age 3: Det våras för dinosaurierna (röst)
- 2009 – Reno 911! (TV-serie) (1 avsnitt)
- 2009 – Spring Breakdown
- 2009 – Weather Girl
- 2010 – iCarly (TV-serie) (5 avsnitt)
- 2010 – Shrek – Nu och för alltid (röst)
- 2009 – Party Down (TV-serie)
- 2009 – Julie & Julia
- 2009–2015 – Glee (TV-serie) (huvudroll, 121 avsnitt)
- 2011 – Rio (röst)
- 2011–2018 – Simpsons (TV-serie) (2 avsnitt)
- 2012 – Röjar-Ralf (röst)
- 2017–2018 – The Good Fight (TV-serie) (3 avsnitt)
- 2018 – Röjar-Ralf kraschar internet (röst)
- 2020 – Space Force (TV-serie) (återkommande gästroll, 3 avsnitt)